# كينيث إس. ستيرن
كينيث إس. ستيرن (بالإنجليزية: Kenneth S. Stern)‏ هو كاتب أمريكي، ولد في 3 فبراير 1953 في الولايات المتحدة.